# Rolespé
Rolespé es una masía aragonesa (España) del municipio de La Fueva, en la provincia de Huesca y en la comarca del Sobrarbe. Actualmente está despoblado.
Rolespé se sitúa en las faldas de la sierra de Campanué que miran hacia Campo y Foradada del Toscar, en la bajante ribagorzana de dicha sierra, pero por los avatares de las agregaciones municipales del siglo XX pasó a formar parte del municipio de Morillo de Monclús y después de La Fueva. La misma suerte corrió el núcleo de La Jantigosa, que no está lejos y también forma parte del ayuntamiento de La Fueva y del Sobrarbe. En la actualidad, Rolespé no es accesible sino por el camino que tiene que lo une con la aldea de Navarri, que está al fondo del valle del Ésera, y por un camino que sube desde La Fueva por Rañín.
- Datos: Q9070463